# Araneus sogdianus
Araneus sogdianus là một loài nhện trong họ Araneidae.
Loài này thuộc chi Araneus. Araneus sogdianus được miêu tả năm 1969 bởi Charitonov.